# Falkner Panzerhandschuh
Falkner-Panzerhandschuh bezeichnet eine historische Schutzwaffe aus Europa, welche gleichzeitig als Hilfsmittel für Falknerei genutzt wurde.

## Beschreibung
Diese Handschuhe wurden entwickelt, um einen Falken mitnehmen zu können und trotzdem Rüstung zu tragen. Normalerweise ist für Falkner ein Lederhandschuh üblich. Auf einem Panzerhandschuh könnte ein Falke ohne die Sitzstange nicht landen und auch nicht sitzen, da er auf der glatten Oberfläche abgleiten würde. Diese Handschuhe sind selten und als historisches Original nicht mehr oft zu finden.
Der Falkner Panzerhandschuh besteht aus Stahl. Er ist in seinem Grundaufbau genauso gearbeitet wie die gewöhnlichen Panzerhandschuhe an europäischen Plattenrüstungen. Das besondere ist, dass die Oberseite des Handschuhes verlängert ist. Das vordere Ende ragt bei geschlossener Faust über die Knöchel der Hand hinaus und ist gerade gearbeitet. Auf dem Handrücken ist eine Art Stab u-förmig angebracht und mit den Enden am Handschuh befestigt. Zwischen Handschuh und diesem Stab sind einige Zentimeter Platz vorhanden. Diese Vorrichtung dient als Sitzstange für einen Jagdfalken.